# جين لورانس
جين لورانس (بالإنجليزية: Jane Lawrence)‏ هي مغنية أوبرا ومغنية وممثلة أمريكية، ولدت في 3 فبراير 1915 في بوزيمان في الولايات المتحدة، وتوفيت في 5 أغسطس 2005 في نيويورك في الولايات المتحدة.

## وصلات خارجية
- جين لورانس على موقع IMDb (الإنجليزية)
- جين لورانس على موقع قاعدة بيانات برودواي على الإنترنت (الإنجليزية)
- جين لورانس على موقع قاعدة بيانات برودواي على الإنترنت (الإنجليزية)
- جين لورانس على موقع قاعدة بيانات برودواي على الإنترنت (الإنجليزية)